# Hovedserien 1948/1949
Hovedserien 1948/1949 var Norges högsta division i fotboll säsongen 1948/1949 och löpte från augusti 1948 till maj 1949. Lagen var uppdelade i två grupper, med åtta lag i varje. Vålerengen vann Grupp A, och Fredrikstad Grupp B. Gruppvinnarna spelade finaler, med två matcher, som båda vanns av Fredrikstad, 3–1 och 3–0.

## Grupp A
|   |            | S  | V | O | F  | +  | -   | P  |
| - | ---------- | -- | - | - | -- | -- | --- | -- |
| 1 | Vålerengen | 14 | 9 | 2 | 3  | 23 | -13 | 20 |
| 2 | Sparta     | 14 | 9 | 1 | 4  | 30 | -18 | 19 |
| 3 | Viking     | 14 | 7 | 4 | 3  | 25 | -18 | 18 |
| 4 | Ålgård     | 14 | 7 | 3 | 4  | 18 | -17 | 17 |
| 5 | Skeid      | 14 | 7 | 0 | 7  | 34 | -25 | 14 |
| 6 | Ørn        | 14 | 6 | 2 | 6  | 25 | -23 | 14 |
| 7 | Pors       | 14 | 1 | 4 | 9  | 11 | -34 | 6  |
| 8 | Brann      | 14 | 1 | 2 | 11 | 25 | -43 | 4  |

## Grupp B
|   |               | S  | V  | O | F | +  | -   | P  |
| - | ------------- | -- | -- | - | - | -- | --- | -- |
| 1 | Fredrikstad   | 14 | 10 | 2 | 2 | 29 | -10 | 22 |
| 2 | Sarpsborg     | 14 | 7  | 4 | 3 | 26 | -14 | 18 |
| 3 | Lyn           | 14 | 5  | 6 | 3 | 19 | -17 | 16 |
| 4 | Sandefjord BK | 14 | 5  | 5 | 4 | 25 | -20 | 15 |
| 5 | Mjøndalen     | 14 | 6  | 0 | 8 | 18 | -26 | 12 |
| 6 | Storm         | 14 | 3  | 6 | 5 | 15 | -24 | 12 |
| 7 | Freidig       | 14 | 3  | 3 | 8 | 15 | -27 | 9  |
| 8 | Sandaker      | 14 | 3  | 2 | 9 | 22 | -31 | 8  |

## Finaler
- 6 juni 1949: Vålerengen - Fredrikstad 1-3
- 12 juni 1949: Fredrikstad - Vålerengen 3-0 (sammanlagt 6-1)

## Förklaringar
- S = spelade matcher V = vinster = O = oavgjorda F = förluster + - = målskillnad P = poäng.